# Mojiganga de Titaigües
La Mojiganga de Titaigües és una dansa tradicional pròpia del poble de Titaigües, a la comarca valenciana dels Serrans. Com bé indica el seu nom, adaptació de moixiganga, deriva de les danses de torres humanes valencianes, les muixerangues o ball de valencians. És Be Immaterial de Rellevància Local des de 2012 i Bé d'Interès Cultural des del 2019. La seua celebració i pervivència en l'actualitat està gestionada per l'Associació Cultural Amics de la Música i el Folklore de Titaigües, amb el suport de la Rondalla de Titaguas.
Es balla cada set anys, a les denominades com Fiestas Gordas (Festes Grosses) en honor de la Mare de Déu del Remei i Jesús Natzarè, que tenen lloc de dimecres a diumenge més a prop del 8 de setembre. La Mojiganga es representa el dia dedicat a la Mare de Déu, que sol ser el divendres a la vesprada.

## La dansa
Aquesta dansa es divideix en dues parts, una part religiosa i una altra profana, que es ballen davant de l'església i de l'ajuntament, de manera respectiva. A la primera s'interpreten sense interrupció cinc figures religioses: l'Altar Major, l'Altar Movible, les Andas, l'Ema i el Piló. A la segona part es representen les activitats agropecuàries de la zona, representacions d'oficis com el Batà, la Roda de Molí, el Ball del Garrot i les Ganyotes.
La dansa segueix una seqüència ben definida que s'ha mantingut intacta, aquesta seqüència-ritme es pot observar en les pautes que marquen les melodies. Aquestes ja marquen una seqüència temporal concreta que dona pautes clares al mestre de cerimònia per dirigir els dansaires.
Per iniciar la representació i passar d'unes composicions a altres els setze dansaires es col·loquen en dues fileres paral·leles seguits pels tres angèlics que van al final i es desplacen amb un pas propi i particular, al so d'una melodia bàsica que es repeteix al llarg de el desenvolupament de la dansa, fins al moment d'iniciar la composició de les figures. Quan aquestes ja estan realitzades (a la part religiosa) o estan preparades per realitzar-se (part profana), s'executa una melodia diferent a l'anterior. Cadascuna de les composicions profanes té, a més d'aquestes dues melodies, una altra pròpia i particular que es toca mentre es desenvolupa la composició. Les deu composicions s'executen dues vegades, una davant de l'església i una altra davant de l'ajuntament.

## La celebració
La dansa es representa a la plaça de l'Església de poble, on es troben l'ajuntament i l'església. Els dansaires, al compàs de la música tradicional de la rondalla que interpreta la Jota de Quintos o el Popó, entren en fila i per parelles portant un garrot i colpejant-lo terra al ritme de la música. Després de donar una volta a la font central de la plaça per la zona delimitada per a la representació de la dansa, entren a l'ajuntament. Des d'ací surten els dansaires per la part esquerra de la plaça i després de donar una altra volta a la font, un grup queda davant de l'església i un altre davant de l'ajuntament, on es representaran les mateixes figures a el mateix temps. Un cop acabada l'última figura de la segona part (el Ball del Garrot) els dos grups donen una volta completa a la plaça com a comiat i conclusió de la dansa i es desplacen cap a l'ajuntament.

## La música
En els seus orígens aquests balls s'acompanyaven de la música del tamborí i la dolçaina; però per falta d'instrumentistes es van substituir per la caixa i el clarinet. El Ball del Garrot i les Ganyotes s'acompanyen amb la guitarra i la veu.
La música de la Mojiganga es compon de diverses melodies:
- Melodia 1 o principal: s'interpreta durant els desplaçaments per la plaça i mentre es realitzen les figures religioses o es prepara la realització dels quadres profans.
- Melodia 2 o secundària: s'interpreta sempre que s'ha acabat de realitzar cadascuna de les figures religioses i també com a avís d'introducció i de finalització a la melodia i desenvolupament de cada un dels quadres profans.
- Melodies pròpies de cada un dels quadres profans que s'interpreta durant la representació d'aquests, precedida sempre de la melodia 2.

## Personatges: indumentàries, pràctiques i funcions
- Mestre de dansa: dirigeix la dansa, va vestit amb espardenyes, mitges blanques, lligues de color, calçons negre, faixa de seda o llana roja, camisa blanca, armilla folrada de tapís de vellut, i mocador de seda. Es distingeix perquè porta capa, barret i garrot. S'encarrega de coordinar els assajos al llarg de l'any al costat de l'ajudant.

- Ajudant del mestre de dansa: amb la mateixa indumentària que el mestre però sense capa, ni barret, ni garrot.

- Dansaires: 16 homes i 16 dones, vesteixen el vestit d'estiu dels antics llauradors valencians: «saragüells» o calçons blancs, faixa de seda o llana roja, camisa blanca, armilla folrada de tapís de vellut de color amb dibuixos florejats i el mocador nuat a l'esquerra, a la manera de la Serrania Alta. Les mitges i les cintes de les espardenyes alternen el negre i blanc cadascuna d'un color, amb la mitja negra al peu dret, la blanca en l'esquerre i lligacames de formes i colors diversos.

- Angèlics: tres nens i tres nenes, amb la mateixa indumentària que els dansaires grans, que dansen durant tota la primera part encara que només intervenen en la formació de l'Altar Major i de l'Altar Movible.

- Rondalla: acompanya amb la seua música a tot el grup de dansaires que intervenen en la Mojiganga. La seua indumentària consta de pantaló llarg negre, faixa de seda o llana roja, camisa blanca, armilla folrada de tapís de vellut. El mocador (opcional) lligat a l'esquerra, a la manera de la Serrania Alta.

- Clarinets i percussió: s'encarreguen de tot l'acompanyament musical al llarg de tota l'execució de la Mojiganga. Hi ha tres o quatre clarinets que van fent torns per descansar i dos percussionistes amb la caixa i el timbal. La seua indumentària consta de pantaló llarg negre, faixa de seda o llana roja, camisa blanca, armilla folrada de tapís de vellut i el mocador (opcional) lligat a l'esquerra, a la manera e la Serrania Alta.

## Activitats i oficis tradicionals representants
En aquesta dansa es representen oficis i activitats agropecuàries de la comarca dels Serrans i de la pròpia localitat. Els objectes del camp que apareixen en aquesta dansa tenen un valor etnogràfic a la comarca.
Els oficis que tradicionalment figuraven en aquesta dansa pantomímica són:
- Ruscadors: van proveïts d'un got o rusc de suro i les seues corresponents desabelleres(dues vares primes de savina), amb les quals copegen al compàs de la música sobre les parets del rusc per simular l'ofici. Això mateix feien els ruscadors antics perquè les abelles abandonessin les bresques, per tal d'extreure la cera i la mel sense que aquestes morissin esclafades.

- Agramadores: piconadors de cànem per extreure les seues fibres, que van proveïts d'una maça de fusta amb la qual colpegen un cavallet de fusta o un tros de fusta al so de la música.

- Ferrers: amb els martells colpegen el compàs de la música una ferradura.

- Fusters: amb un martell colpegen un tros de fusta.

- Calderers: amb un martell colpegen una paella.

- Esmoladors: amb un ganivet de ferro colpegen una pedra d'esmolar.

- Segadors: amb una corbella colpegen un esclopet.

- Esquiladors: amb tisores de ferro, colpegen les dues parts de les tisores, una contra l'altra.

En tots els oficis, cadascuna de les eines utilitzades per simular les activitats serveix alhora com a instrument de percussió que acompanya la melodia. Una de les activitats medievals importants per a l'artesania tèxtil era el batanatge de la llana, activitat que es representa aquí a la part que es denomina El Batà dins de la dansa.